# Eddie Boylan
Eddie Boylan es un jinete irlandés que compitió en la modalidad de concurso completo. Ganó una medalla en el Campeonato Mundial de Concurso Completo de 1966, y tres medallas en el Campeonato Europeo de Concurso Completo en los años 1965 y 1967.

## Palmarés internacional
| Campeonato Mundial | Campeonato Mundial     | Campeonato Mundial | Campeonato Mundial |
| Año                | Lugar                  | Medalla            | Categoría          |
| ------------------ | ---------------------- | ------------------ | ------------------ |
| 1966               | Burghley (Reino Unido) | Medalla de oro     | Por equipos        |
| Campeonato Europeo |                        |                    |                    |
| Año                | Lugar                  | Medalla            | Categoría          |
| 1965               | Moscú (URSS)           | Medalla de plata   | Por equipos        |
| 1967               | Punchestown (Irlanda)  | Medalla de oro     | Individual         |
| 1967               | Punchestown (Irlanda)  | Medalla de plata   | Por equipos        |